# Jüdische Gemeinde Bützow

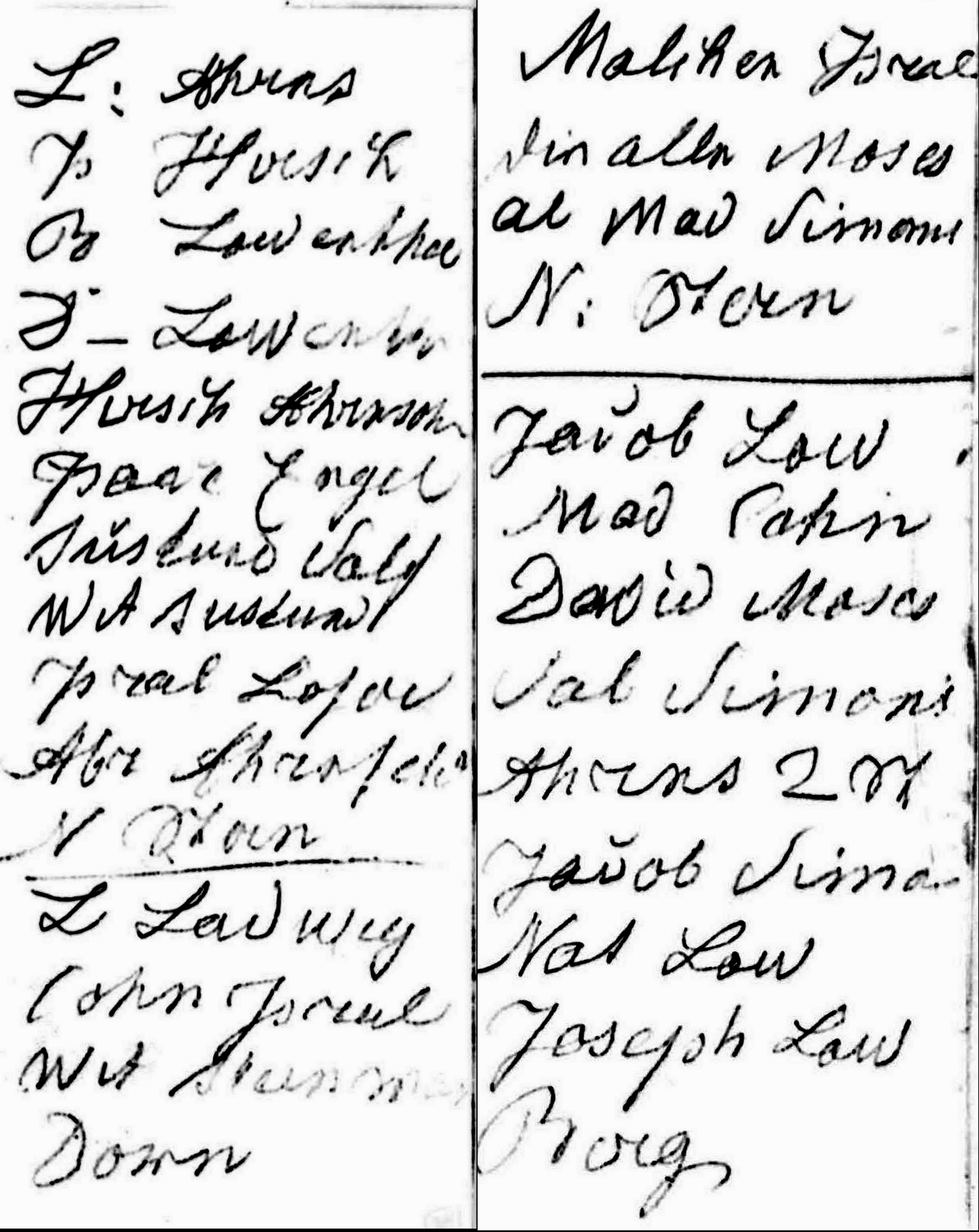
Mitgliederliste der Jüdische Gemeinde Bützow um 1850

Die Geschichte der Jüdischen Gemeinde Bützow begann vermutlich im 13. Jahrhundert. Nach 1945 kam keine neue Gemeinde mehr zustande.

## Geschichte

### Ansiedlung im 13. Jahrhundert
Vermutlich hielten sich bereits wenige Jahrzehnte nach der ersten urkundlichen Erwähnung Bützows im Jahr 1229 Juden in dieser Stadt auf. Diese Annahme wird durch die Tatsache gestützt, dass der damalige Bischof Hermann I. von Schladen den Ausbau des Stiftlandes mit Nachdruck vorantrieb und dabei wahrscheinlich auf die Unterstützung jüdischer Handelsleute und Geldgeber angewiesen war. Ein Hinweis auf die Anwesenheit von Juden im späten Mittelalter in Bützow findet sich in den Bezeichnungen Judenstraße und der Judendamm. Ein weiterer Hinweis auf die frühere Präsenz jüdischen Lebens in der Stadt sind die antijudaistischen Schmähplastiken aus der zweiten Hälfte des 13. Jahrhunderts, die im Eingangsbereich der Stiftskirche Bützow zu finden sind. Sie zeigen die Darstellung einer Judensau sowie einen Affen mit Spiegel.

### Vertreibung im 15. Jahrhundert
Nach dem Sternberger Hostienschänderprozess im Jahr 1492, in dessen Folge 27 Juden auf dem Scheiterhaufen verbrannt worden sind, wurden alle anderen 247 jüdischen Einwohner Mecklenburgs des Landes verwiesen. Über diese Epoche liegen jedoch keine Informationen zur Geschichte Bützows vor.

### Neue jüdische Gemeinde ab dem 18. Jahrhundert

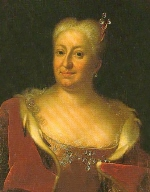
Sophie Charlotte von Hessen-Kassel

Die jüdische Neuansiedlung im Jahr 1738 begann in Bützow früher als in anderen Städten Mecklenburgs. Diese frühzeitige Ansiedlung von Juden ist Sophie Charlotte, Herzogin zu Mecklenburg und Witwe des Herzogs Friedrich Wilhelm, zu verdanken. Ihr Umfeld umfasste eine kleine jüdische Gemeinde, die wohl aus Personen mit besonderen Fähigkeiten bestand, die ihr wichtig waren. Diese erhielten einen speziellen Freibrief. Zu den ersten Hofjuden in Bützow zählten die Rabbiner Jochen Gumpert und Nathan Hersch sowie der Petschierstecher Aaron Isaak. Zwischen 1749 und 1760 kamen weitere zehn Juden in Bützow hinzu, die Privilegien erhielten.
Im Jahr 1760 war die Gemeinde in Bützow größer als die meisten anderen ländlichen Gemeinden jener Zeit. Der Religionsunterricht sowie die Gebete und Gottesdienste fanden zunächst in einer privaten Wohnung statt und ab 1761 regelmäßig im Haus eines Hugenotten. Später entwickelte sich das Haus von Aaron Isaak zum zentralen Ort der Gottesdienste.
Trotz ihrer Schutzbriefe lebten die Juden in Mecklenburg überall wie Menschen zweiter Klasse. Häufig war es ihnen nicht gestattet, ihren Lebensmittelpunkt innerhalb der Stadt frei zu wählen. Eine städtische Anweisung aus dem Jahr 1762 belegt, dass die Bützower Juden sich in einer abgelegenen Straße, dem fuulen Grund, ansiedeln mussten. Beim dritten und letzten mecklenburgischen Judenlandtag 1767 in Crivitz nahmen zehn Schutzjuden aus Bützow teil.

### Emanzipationsedikt vom 22. Februar 1813
Friedrich Franz I. von Mecklenburg erließ am 23. Februar 1813 als dritter deutscher Fürst (nach Baden 1809 und Bayern 1812) eine landesherrliche Constitution zur Bestimmung einer angemessenen Verfassung der jüdischen Glaubensgenossen in den herzoglichen Landen. Dieses Gesetz gewährte den Juden in Mecklenburg sowohl das Bürgerrecht als auch das Staatsbürgerrecht. Am 17. September 1813 nahm die jüdische Gemeinde in Bützow, auf Basis des Edikts, erstmals Familiennamen an – betroffen waren insgesamt 18 Familien.

### Deutsches Kaiserreich und Weimarer Republik
Im Jahr 1900 gab es nur noch 11 jüdische Familien in Bützow, die wegen ihrer Geschäfte geblieben waren. Es handelte sich hauptsächlich um ältere Bürger. Sie betrieben Getreide- und Manufakturwarenhandel sowie ein Lampen- und Klempnereigeschäft, ein Schuhgeschäft, einen Buchhandel und einen Laden für Lederwaren und Herrengarderobe.
1902 wurde die jüdische Gemeinde Wismar der Bützower Gemeinde angegliedert. Im April 1922 löste sich bedingt durch Abwanderung und Emigration auch die Bützower Gemeinde auf. Die verbliebenen Bützower Juden schlossen sich der Güstrower Gemeinde an.

### Nationalsozialismus
1933 begannen auch in Bützow Repressalien des Nationalsozialismus gegen die noch ansässigen jüdischen Einwohner. 1936 lebten in Bützow nur noch drei jüdische Familien. 1938 flüchtete eine Familie nach Palästina, so dass nur die Familien Horwitz und die des konvertierten Gustav Josephy blieben. Während der Novemberpogrome von 1938 wurde am 10. November 1938 das Wohnhaus der Familie Horwitz in der Langen Straße 40 von Schülern des Realgymnasiums mit Parolen beschmiert und mit Hetzplakaten versehen. Julius Horwitz kam am 12. November 1938 in „Schutzhaft“ nach Alt-Strelitz, wurde aber wieder entlassen. Gustav Josephy war bereits am 21. Juni 1938 im Konzentrationslager Sachsenhausen interniert worden. Josephy wanderte mit der Familie daraufhin nach Amsterdam aus. Er wurde vom Durchgangslager Westerbork nach Auschwitz deportiert und kehrte nicht zurück. Nach der Pflicht zum Tragen des Judensterns ging Frau Horwitz überhaupt nicht mehr auf die Straße. Die Familie litt finanzielle Not, da das Vermögen durch das Deutsche Reich enteignet wurde. Frau Horwitz versuchte sich deshalb in der Warnow zu ertränken, wurde jedoch von einer Frau gerettet. Julius und Margarete Horwitz wurde am 11. November 1942 in Bützow abtransportiert, Frau Horwitz schrie dabei „Wenn es eine Gerechtigkeit gibt, wird das alles gerächt werden!“, sie wurden dann nach Theresienstadt deportiert und starben dort als Opfer des Holocaust.

#### Söhne und Töchter der Stadt Bützow als Opfer des Holocaust
Liste der in Bützow geborenen oder lebenden Opfer der Shoah:
| Name                                         | Geburtsdatum       | Geburtsort | Wohnort   | Deportiert                                                  | Tod                                            |
| -------------------------------------------- | ------------------ | ---------- | --------- | ----------------------------------------------------------- | ---------------------------------------------- |
| Max Bragenheim                               | 27. Februar 1880   | Bützow     | Hannover  | 11. Januar 1944 Theresienstadt / 28. Oktober 1944 Auschwitz | Im KZ Auschwitz für tot erklärt                |
| Käthe Cohn, geb. Ahron                       | 22. Mai 1892       | Bützow     | Hamburg   | 8. November 1941 Hamburg – Riga                             | Im Ghetto Minsk verschollen                    |
| Bruno Engel                                  | 15. Juni 1886      | Bützow     | Berlin    | 3. Oktober 1942 Berlin – Theresienstadt                     | 30. März 1943 im KZ Theresienstadt             |
| Max Engel                                    | 18. April 1850     | Bützow     | Berlin    | 19. Juni 1942 Theresienstadt                                | 12. Juli 1943 im KZ Theresienstadt             |
| Else Hirsch                                  | 29. Juli 1889      | Bützow     | Bochum    | 27. Januar 1942 Gelsenkirchen – Riga                        | 1943 im Ghetto Minsk ermordet                  |
| Julius Horwitz                               | 12. Mai 1865       | Bützow     | Bützow    | 20. November 1942 Berlin – Theresienstadt                   | 26. Juli 1943 im KZ Theresienstadt             |
| Margarete Horwitz, geb Frisch                | 21. Februar 1870   | Königsberg | Bützow    | 20. November 1942 Berlin – Theresienstadt                   | 3. April 1943 im KZ Theresienstadt             |
| Gustav Josephy                               | 31. Oktober 1895   | Schwaan    | Bützow    | 25. Januar 1944 Westerbork – Auschwitz                      | 31. Januar 1944 im KZ Auschwitz                |
| Gertrud Gitel Langstein, geb. Leopold        | 21. September 1883 | Bützow     | Stettin   | 12. Februar 1940 Stettin – Głusk                            | Im Ghetto Glusk ermordet                       |
| Margarete Dorothea Liebmann, geb. Bragenheim | 2. August 1883     | Bützow     | Wiesbaden |                                                             | 26. August 1942 Suizid                         |
| Alice Meyer                                  | 30. Januar 1890    | Bützow     | Berlin    | 18. Oktober 1941 Berlin – Łódź                              | 17. März 1942 im Ghetto Litzmannstadt ermordet |
| Frida Sommerfeld, geb. Simonis               | 2. Februar 1863    | Bützow     | Berlin    | 17. Dezember 1942 Berlin – Theresienstadt                   | 11. Februar 1943 im KZ Theresienstadt          |
| Margarete Miriam Woitschach, geb. Leopold    | 10. Juli 1882      | Bützow     | Hamburg   | 6. Dezember 1941 Hamburg – Riga                             | Im Lager Gut Jungfernhof ermordet              |

#### Strafanstalten zu Bützow

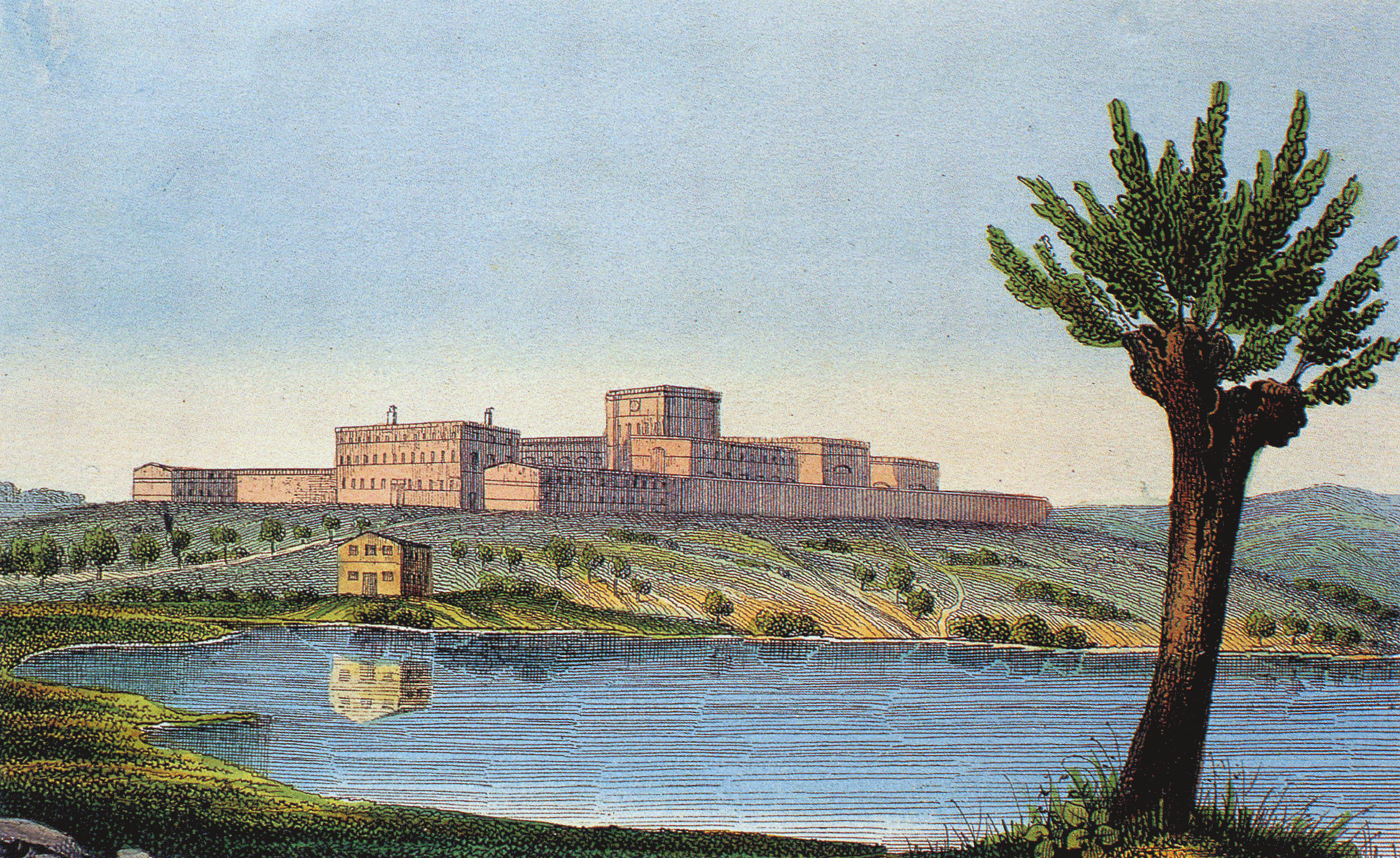
Landesstrafanstalt 1845 (Druck aus G.C.F. Lisch: Mecklenburg in Bildern)

Nicht in direkter Verbindung zu der jüdischen Gemeinde Bützow stehen das Centralgefängnis und das Zuchthaus Dreibergen. Nach der Machtergreifung der Nationalsozialisten wurden die Anstalten auch genutzt, um sich politisch, „rassisch“ oder anderweitig unerwünschter Menschen zu entledigen. Unter den Verfolgten waren auch viele Personen jüdischer Abstammung. Der Anklagepunkt der nationalsozialistischen Gerichte war immer auf den Nürnberger Rassengesetzen begründete Rassenschande, wenn Menschen jüdischer Abstammung Beziehungen zu Partnern „artreinen Blutes“ hatten.

#### Engagement im Widerstand gegen den Nationalsozialismus
Rettung der jüdischen Familie Greiner
Irene Greiner geb. Kahn, die Tochter des jüdischen Musikprofessors Robert Kahn, war mit dem Nicht-Juden Martin Greiner verheiratet und lebten mit ihrem Sohn in Leipzig. Trotz sogenannter privilegierter Mischehe, wurde die Situation für sie gefährlich. Ende 1943 floh die schwangere Irene Greiner mit ihrem Sohn aus Leipzig. Fortan lebte sie im Verborgenen im Haus Vor dem Rühner Tor bei der befreundeten Familie Fratscher & Gaedt in Bützow. Als man ihr kurz vor Kriegsende 1945 schon fast auf die Spur gekommen war, vernichtete die Sekretärin des Bürgermeisters ein offizielles Schreiben, damit rettete sie der Familie das Leben.
Rettung  jüdischer Jugendlicher aus  Bochum
Der in Bützow geborenen Lehrerin Else Hirsch, ist es zu verdanken, dass viele jüdische Jugendliche aus Bochum den Holocaust überlebt haben.

#### Mahnmale
- Gedenktafel Am Markt 6 für den 1944 in der Shoa umgekommenen jüdischen Bürger Gustav Josephy
- Gedenktafel am Haus Lange Straße 42 für das im KZ Theresienstadt umgekommene jüdische Ehepaar Julius und Margarete Horwitz.(Tafel nicht mehr am Gebäude)
- Gedenkstein von 1986 auf dem jüdischen Friedhof zur Erinnerung an die Jüdische Gemeinde Bützow

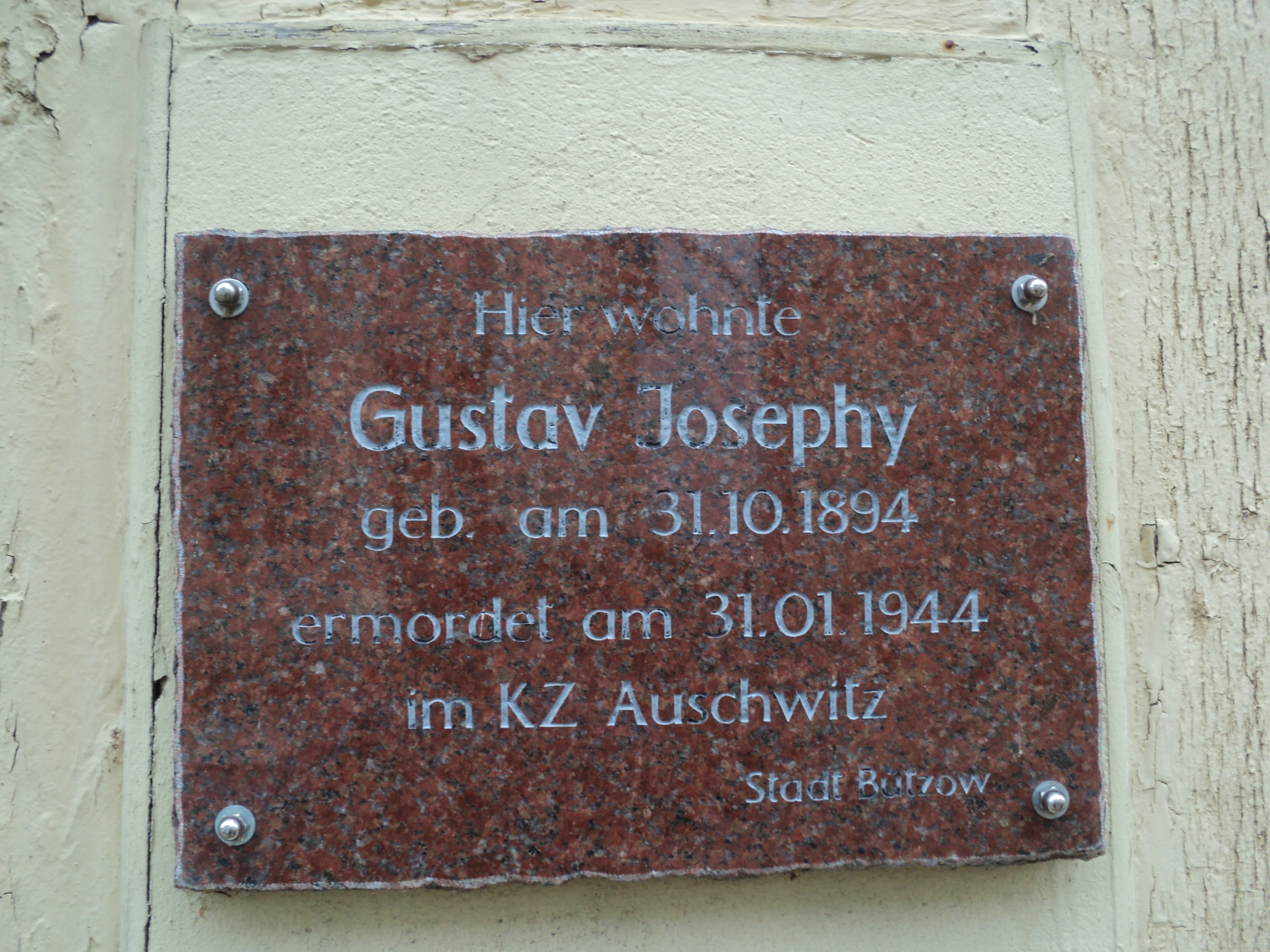
Josephy-Gedenktafel Am Markt 6
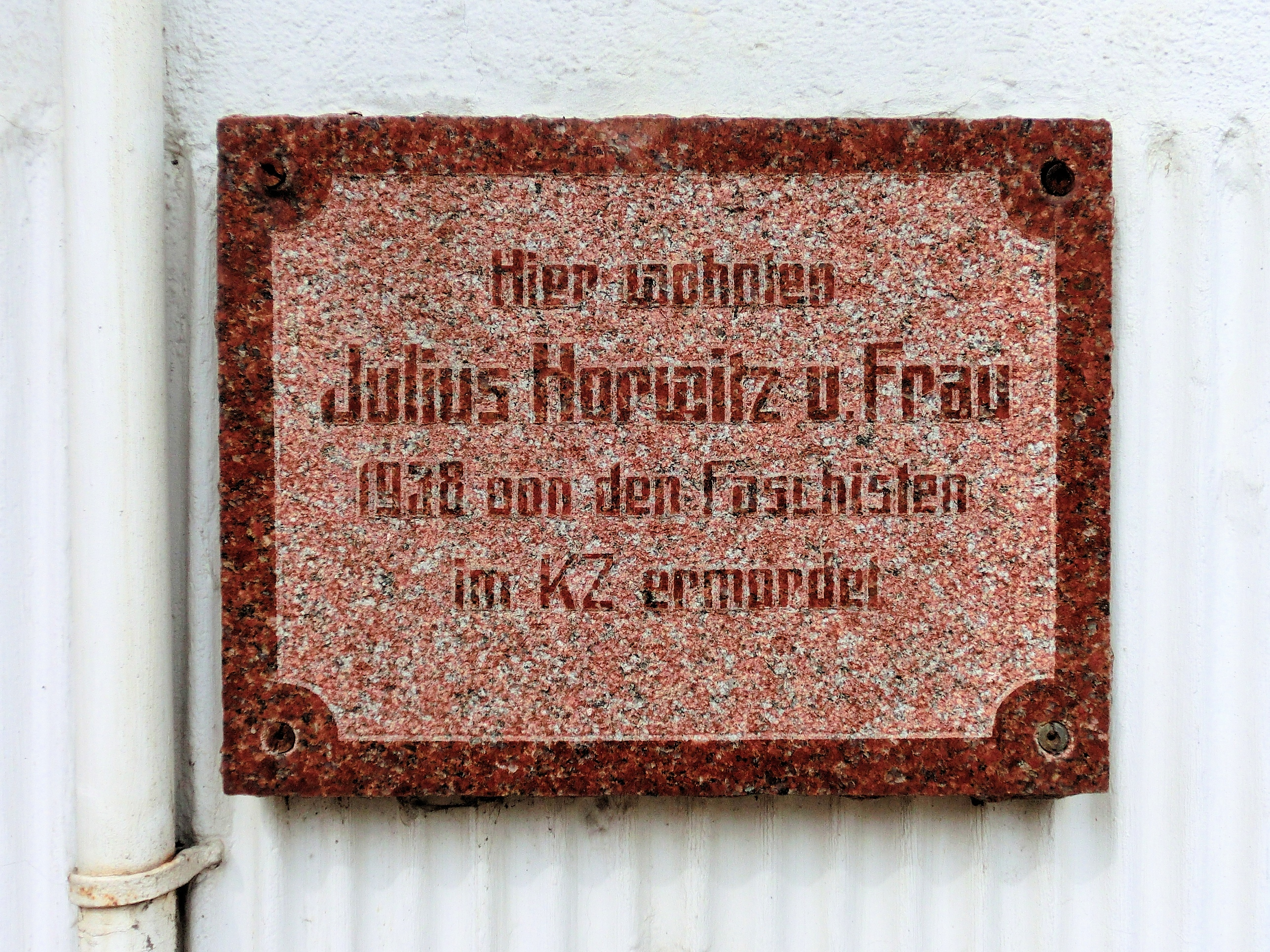
Horwitz-Gedenktafel Lange Straße 42
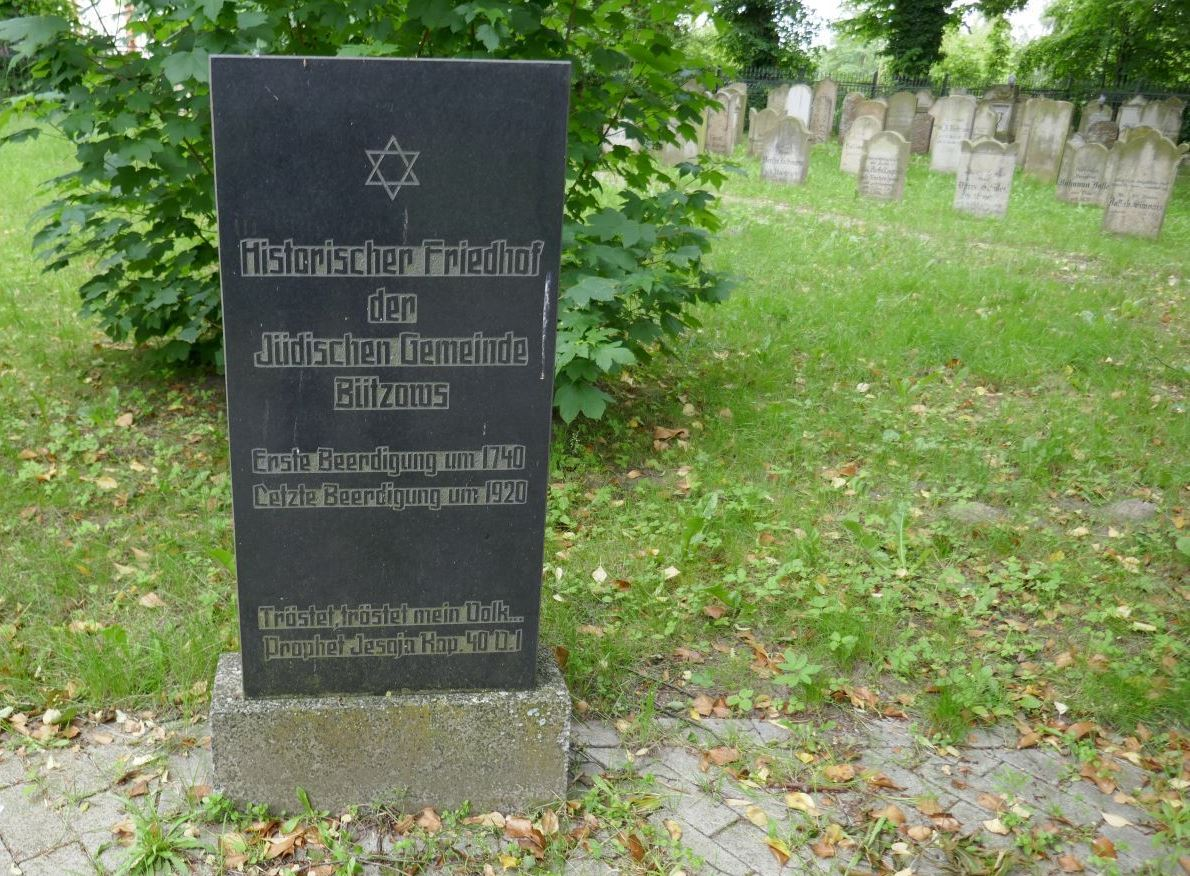
Gedenkstein auf dem Jüdischen Friedhof Bützow